# Leonardo Bonanno

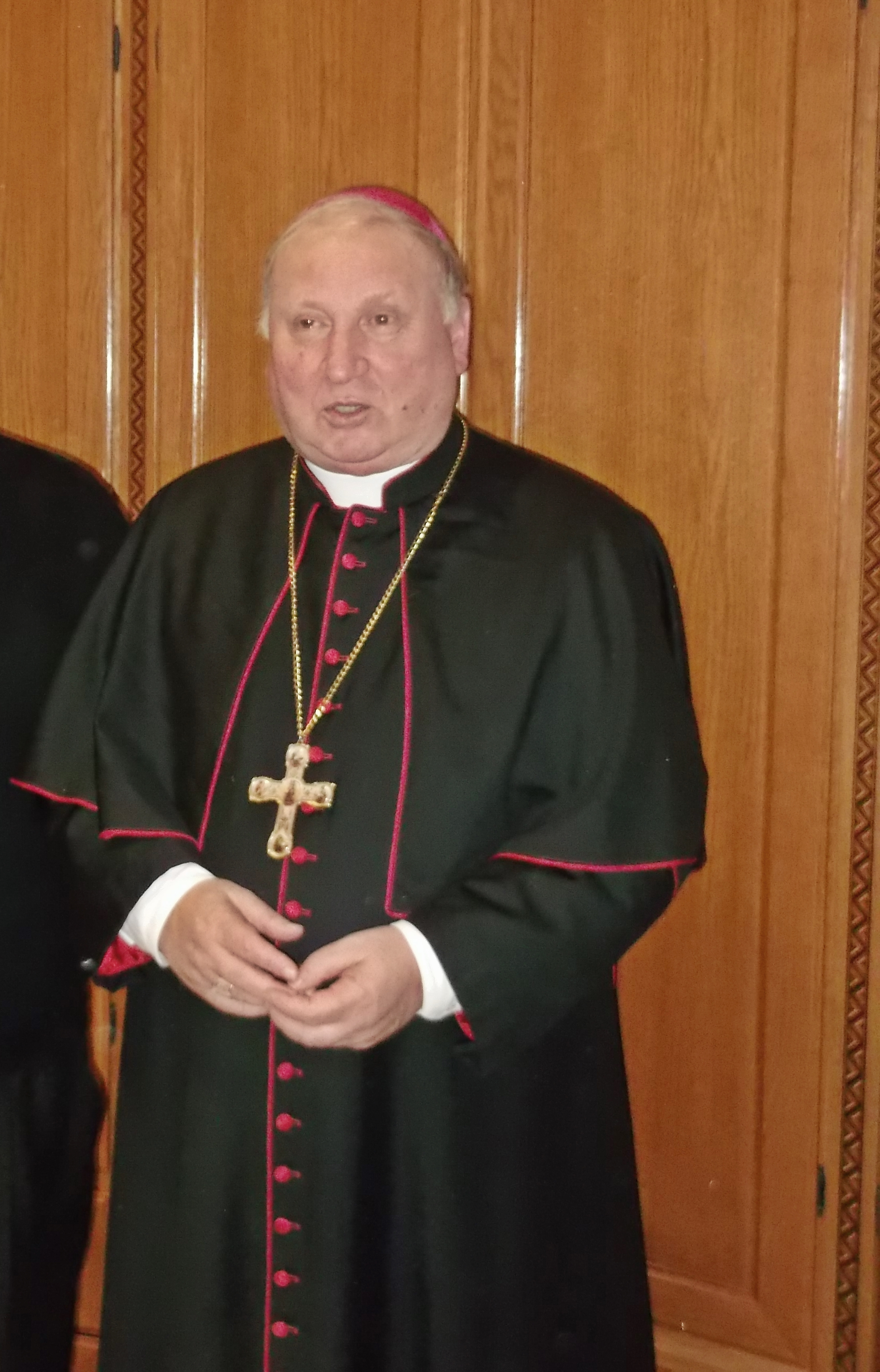
Msg Leonardo Bonanno

Wappen von Leonardo Bonanno

Leonardo Antonio Paolo Bonanno (* 18. Oktober 1947 in San Giovanni in Fiore, Provinz Cosenza, Italien) ist ein italienischer Geistlicher und emeritierter römisch-katholischer Bischof von San Marco Argentano-Scalea.

## Leben
Leonardo Antonio Paolo Bonanno empfing 27. Juni 1971 die Priesterweihe für das Erzbistum Cosenza.
Papst Benedikt XVI. ernannte ihn am 7. Januar 2011 zum Bischof von San Marco Argentano-Scalea. Die Bischofsweihe spendete ihm der Erzbischof von Cosenza-Bisignano, Salvatore Nunnari, am 25. März desselben Jahres in der Kathedrale von Cosenza; Mitkonsekratoren waren Vittorio Luigi Mondello, Erzbischof von Reggio Calabria-Bova, und sein Vorgänger als Bischof von San Marco Argentano-Scalea, Domenico Crusco. Die Amtseinführung im Bistum San Marco Argentano-Scalea fand am 2. April desselben Jahres statt.
Papst Franziskus nahm am 10. Dezember 2022 seinen altersbedingten Rücktritt an.